# 大頭絨鬚石首魚
大頭絨鬚石首魚為輻鰭魚綱鱸形目鱸亞目石首魚科的其中一種，分布中東太平洋區的墨西哥海域，棲息深度可達30公尺，體長可達40公分，棲息在沙底質的沿海、潟湖及海灣，屬肉食性，以蠕蟲、甲殼類、軟體動物等為食，可做為食用魚。